# Dvorac Oršić
Dvorac Mirkovec je višeslojni objekt u mjestu Samci, općini Gornja Stubica, zaštićeno kulturno dobro.

## Opis dobra
Na uzvisini iznad mjesta Samci (opć .Gornja Stubica), obitelj Oršić sagradila je 1756. g. dvorac, prigradivši svom starom kaštelu dva nova krila. Novi je dvorac bio tlocrtno u obliku slova U, no danas postoje samo tragovi starog kaštela i dva jednokatna krila iz sredine 18. stoljeća koja tvore tlocrtnu L osnovu. Organizacija prostora slijedi tradicionalnu shemu renesansnih kaštela s nizom prostorija ujednačene veličine i oblika uz vanjske perimetralne zidove te hodnicima koji se protežu uz dvorišnu stranu iz kojih se pristupa prostorijama. Od 1973. godine u dvorcu se nalazi Muzej seljačkih buna.

## Zaštita
Pod oznakom Z-2087zavedena je kao nepokretno kulturno dobro – pojedinačno, pravna statusa zaštićena kulturnog dobra, klasificirano kao "profana graditeljska baština".